# ヒエラティック
ヒエラティック（英: Hieratic）または神官文字（しんかんもじ）とは、ヒエログリフ、デモティックと並んで古代エジプトで使われた3種の文字のうちの1つであり、ファラオの時代を起源としてエジプトとヌビアで使用されていた筆記体の書記体系である。

## 概要
ヒエラティックはヒエログリフの体系と並行して発達し、両者には密接な関係がある。ヒエラティックは主に葦の刷毛を用いてインクで書かれ、書記官 (scribe) たちは時間のかかるヒエログリフを使わずに素早く書くことができた。「ヒエラティック」（hieratic）という言葉はギリシア語の語句γράμματα ἱερατικά（grammata hieratika; 「神官の筆記」）に由来している。この語句はアレクサンドリアのクレメンスが紀元2世紀に初めて用いたもので、この時期にはヒエラティックは宗教的なテクストのみに使用されていたためそう呼んだ。紀元前660年以降、世俗的な書き物ではデモティックが使われるようになっていたと見られている。

## 発達
ヒエラティックはエジプト原始王朝時代に初めて用いられ、より正式なヒエログリフと並行して発達した。ヒエラティックをヒエログリフの「派生物」と見るのは誤りである。エジプトの最初期のテクストはインクと筆により生み出されたものであり、その記号がヒエログリフの派生物であることを示す兆候はない。石に刻まれた真に記念碑的なヒエログリフはエジプト第1王朝になるまで出現せず、この時期には既にヒエラティックは書記官の実務として確立していた。従って、これら2つの筆記法は1つの線上にあるのではなく、関連しあい、並行して発達したものなのである。
ヒエラティックは王朝時代全体を通じて使われ、グレコ・ローマン時代になっても使用され続けた。紀元前660年以降、デモティック（そして後にはギリシア文字）が世俗的な書き物の大半でヒエラティックに取って代わったが、ヒエラティックはさらに幾世紀もの間、少なくとも紀元3世紀までは聖職者階級によって使われていた。

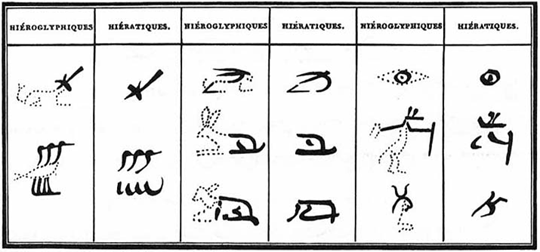
ヒエログリフとヒエラティックの比較

## 用途と素材

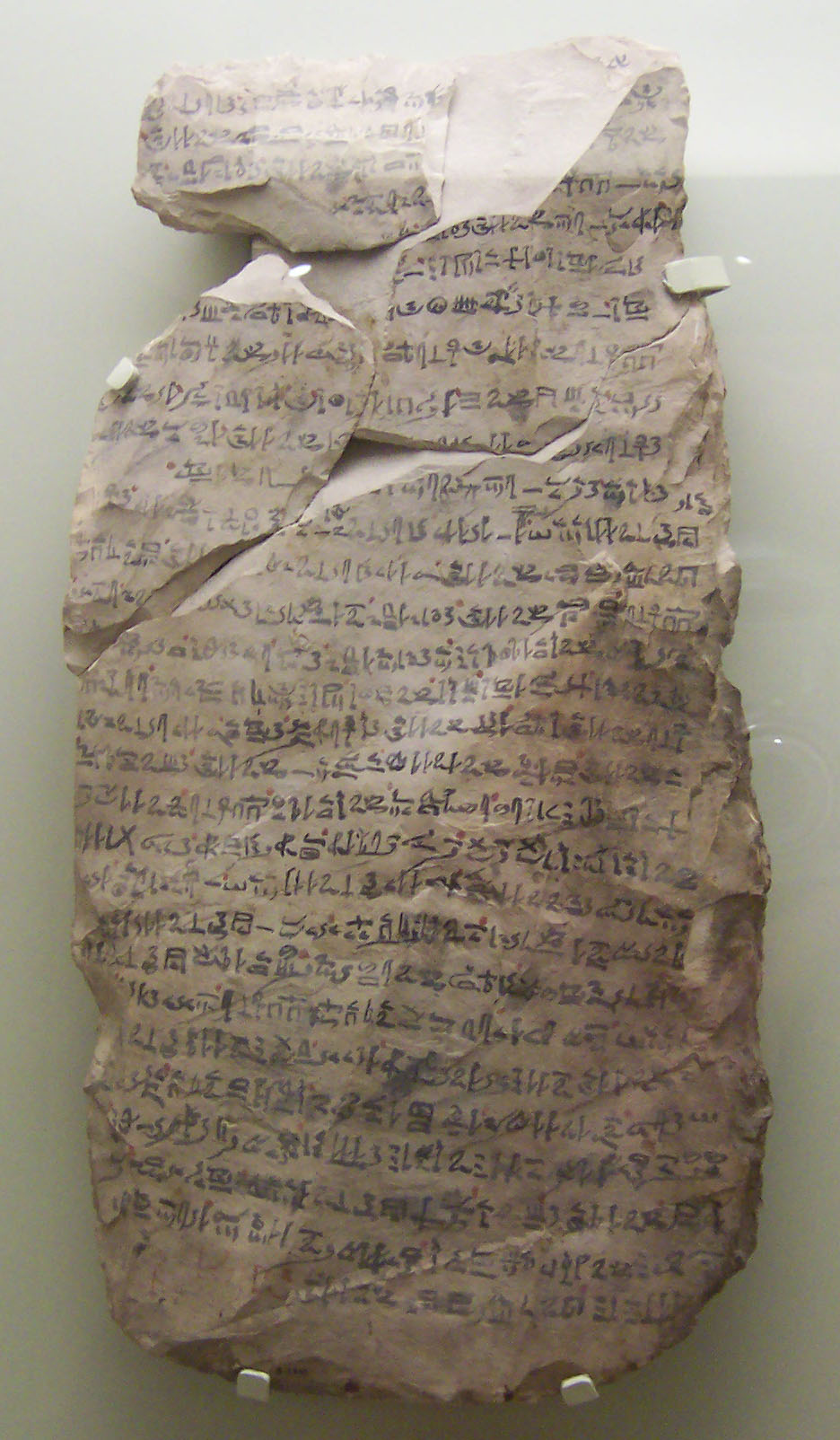
大宰相カイ宛ての4通の公式な手紙のうち1通を
ヒエラティックで石灰岩のオストラコンに書写したもの

その長い歴史の大半において、ヒエラティックは行政文書、計算書、法的文書、書簡などのみならず、数学、医学、文学、宗教などのテキストを書くのにも用いられた。デモティック（後にはギリシア文字）が行政用の主要な書体となったグレコ・ローマン時代には、ヒエラティックの使用は主に宗教的なテクストのみに限られるようになった。ヒエラティックは日常生活で用いられる書体であったため、エジプトの歴史を通じ概してヒエラティックはヒエログリフより遥かに重要な位置を占めた。ヒエラティックは生徒に最初に教えられる書記体系でもあり、ヒエログリフの知識はさらなる訓練を受けた少数者のみのものであった。事実、元のヒエラティックのテクストを読み間違えたために生じたヒエログリフのテクストの誤りが発見されるということがしばしばあった。
ほとんどの場合、ヒエラティックは葦の刷毛 を用いてパピルス、木材、もしくは石か陶器の破片（オストラコン）にインクで書かれた。デイル・エル・メディーナの遺跡で数千個の石灰岩のオストラコンが発見され、エジプトの普通の労働者たちの生活の詳細な様子が明らかになった。パピルス、石、陶片、木材の他に、革製の巻物に書かれたヒエラティックのテクストも存在したが、ほとんど残存していない。また、布、特にミイラ化に用いられた亜麻布に書かれたヒエラティックのテクストも存在する。石に彫られたヒエラティックのテクストもあり、「刻まれたヒエラティック」（lapidary hieratic）という変種として知られている。これらは第22王朝の石碑では特に一般的である。
第6王朝後期には、ヒエラティックは楔形文字のようにしてスタイラスを用いて粘土板に刻まれることもあった。およそ500ほどのそうした粘土板がアイン・アシル（バラット）の地方の統治者の宮殿から、またアイン・アル＝ガザリンの遺跡からも1つだけ発見されており、両方ともダクラ・オアシスに位置する。粘土板が作られた時代には、ダクラはパピルスの生産地から遠かったのである。これらの粘土板には目録、名前のリスト、計算書、および50通ほどの手紙が書かれていた。これらの手紙のうち多くは宮殿内や地方の集落内でやり取りされたものであったが、オアシスの他の村から統治者へと送られたものもあった。

## 特徴

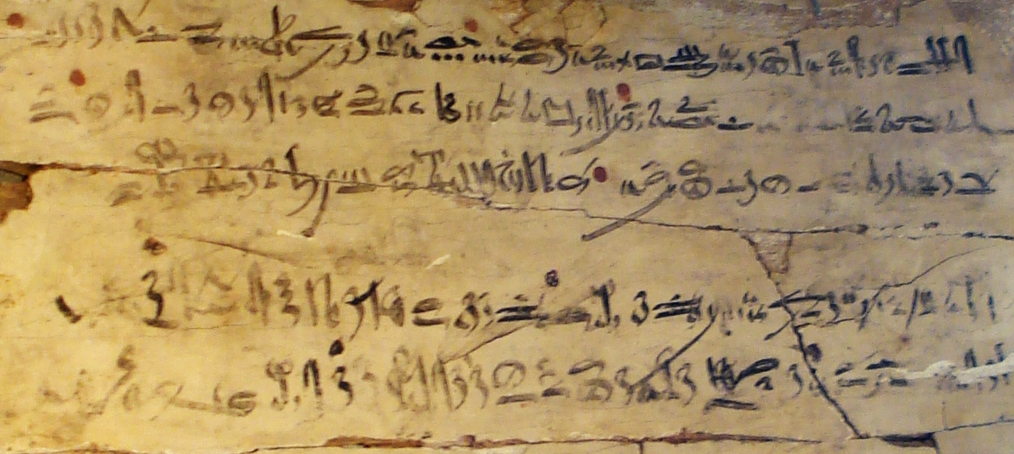
『アメンエムハトの教訓』からの抜粋が書かれた練習用の板。エジプト第18王朝のアメンホテプ1世治世下、紀元前1514-1493年頃。「自分に従属する者全てを警戒せよ……兄弟を信じるな、友と懇意にするな、親友を作るな。」と書かれている。

ヒエラティックは、筆記体ヒエログリフとは異なり「常に」右から左へと読む。当初はヒエラティックは縦横どちらにも書かれていたが、第12王朝以降（特にアメンエムハト3世の治世下に）
横書きが標準となった。
ヒエラティックはその筆記体としての性質と、多くの文字で合字を用いることとがよく知られている。また、ヒエラティックではヒエログリフよりも遥かに標準化された正書法を用いる――ヒエログリフにより書かれるテクストではしばしば装飾的用途や宗教的な気遣いといったテクスト外の問題を考慮に入れなければならなかったが、そのような心配は税金の領収書のようなものには存在しなかった。ヒエラティック特有の記号も存在するが、エジプト学者たちはそれらと等価なヒエログリフ形を転写や植字のために考案した。多くのヒエラティックの文字は、似た記号が簡単に見分けられるよう区分符号的なものを有していた。特に複雑な記号は1画で書くことが可能であった。
ヒエラティックはいつの時代にあっても2つの形態に分かれて現れることが多い。一方は合字が多用された筆記体の事務用書体（businesshand）であり、行政文書に用いられた。もう一方は字幅の広いアンシャル体に似た写字生書体（bookhand）で、文学、科学、宗教などのテクストに用いられた。両者は著しく異なったものとなる場合も多かった。とりわけ手紙では素早く書くために非常に大きく崩した書体が用いられ、定型句には多数の略号が用いられることも多く、速記に近いものであった。

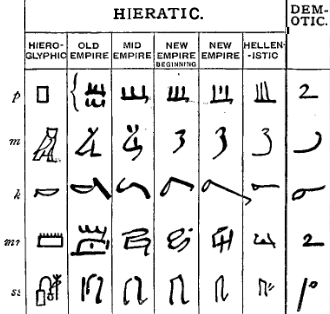
ヒエラティックからデモティックへ

「特異なヒエラティック」（Abnormal Hieratic）として知られる、大きく崩されたヒエラティックの書体が第20王朝後半から第26王朝初期にかけてテーベで用いられていた。これは上エジプトの行政文書で用いられていた書体から派生したもので、法的文書、借地契約、手紙などのテクストに主に用いられていた。こうした種類の筆記は第26王朝時代に、下エジプトの書記官の流儀であったデモティックに取って代わられ、この時代にデモティックは再統一されたエジプト全体の標準的な行政用書体として確立した。

## 影響
ヒエラティックは他の多数の書記体系にも影響を与えた。最も明白な例は、その直接の後継であるデモティックへの影響である。メロエ文字のデモティック書体や、コプト文字や古ヌビア語で借用して用いられたデモティック文字などもこれと関連している。
ナイル川流域以外の地域では、ビブロス文字で使われた記号の多くはエジプト古王国のヒエラティックから借用されたもののようである。初期のヘブライ文字がエジプトの数字を用いていたことも知られている。

## ヒエラティック・フォントのプロジェクト

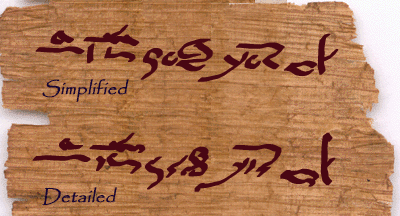
同じテクストの、基本的なフォントセット（上）と発展的なフォントセットの比較

ヒエログリフが早い時期にフォント (fonts) が作られ組版されるようになり一般化したのに対し、筆記体の書記体系であるヒエラティックの組版は難しいことが分かった。1997年に、世界古典文明史研究所の教授であったシェルドン・ゴスリンが、ヒエラティックの各記号の構成要素を一筆ごとに分割するという新しいアプローチを考案した。このアプローチは漢字を体系化する伝統的な手法から着想されたものであった。新エジプト語の教材の一部として出版されたのがこの新アプローチを導入した最初の出版物である。それから間もなく、ゴスリン教授はヒエラティック・フォントのプロジェクトを立ち上げ、ヒエラティックの参考資料シリーズの一部として最初のリリースを行った。
ヒエラティック・フォント・プロジェクトには多くの目的がある。エジプトの筆記体の研究を容易にすること、書体の分析と比較のための科学的ツールを供給すること、出版物にヒエラティック書体を掲載するための標準的なフォントセットを作り出すことなどである。2001年現在までに作り出されたフォントは既に幅広い手書きスタイルを再現できる。12の基本的なストロークと、同数の関連するストロークの旋回があり、よって各記号は数値コードに還元でき、これはまた最も蓋然性のある筆順を表すことにも役立つ。右図は同じテクストの2つのバージョンを示している。

## ヒエラティック古書体学のデータベース
ヒエラティック字典として定評のあるのはゲオルク・メラーが編纂した書籍である。本書籍のデジタル画像は東京大学アジア研究図書館デジタルコレクションにて公開されている。本書籍の内容を検索するシステム『ヒエラティック古書体学』データベース（Hieratische Paläographie DB）日本語版/英語版」が永井正勝らの研究チームによって開発・公開（2019年12月11日）されている。